# Мошнень (Констанца)
Мошнень, Мошнені (рум. Moșneni) — село у повіті Констанца в Румунії. Входить до складу комуни 23 Аугуст.
Село розташоване на відстані 201 км на схід від Бухареста, 28 км на південь від Констанци.

## Населення
За даними перепису населення 2002 року у селі проживали 1263 особи.
Національний склад населення села:
| Національність | Кількість осіб | Відсоток |
| -------------- | -------------- | -------- |
| румуни         | 1125           | 89,1%    |
| татари         | 120            | 9,5%     |
| цигани         | 11             | 0,9%     |
| турки          | 5              | 0,4%     |

Рідною мовою назвали:
| Мова      | Кількість осіб | Відсоток |
| --------- | -------------- | -------- |
| румунська | 1136           | 89,9%    |
| татарська | 120            | 9,5%     |
| турецька  | 5              | 0,4%     |